# 惊天战神
是一部2011年的美國动作電影，由塔西姆·辛导演，亨利·卡维尔、芙蕾达·平托和米基·洛克主演。由相对论传媒公司出品，2011年11月11日上映。

## 剧情
嗜血的海伯里昂王為了终结眾神時代，不惜带領軍隊踏平希臘國土，只為尋找神器伊庇魯斯神弓來釋放泰坦人。同時，神選之人特修斯也在先知的幫助上踏上了自己的旅程。

## 角色
- 亨利·卡維爾（Henry Cavill）  - 忒修斯（Theseus，特修斯），希腊平民，本故事主角
- ·平托（Freida Pinto） - Phaedra，神喻圣女
- 米基·洛克（Mickey Rourke） - 克里特国王海玻里昂（Hyperion），大反派
- （Luke Evans） - 天神宙斯（Zeus），海神波塞冬的哥哥，雅典娜的父亲
- （Kellan Lutz） - 海神波塞冬（Poseidon）
- （Isabel Lucas） - 雅典娜（Athena），智慧与技艺女神
- （Stephen Dorff） - Stavros，精明的奴隶，成为忒修斯的伙伴
- 約翰·赫特（John Hurt） - 宙斯装扮的老年人
- 羅伯特·梅耶（Robert Maillet） - 弥诺陶洛斯（Minotaur，半人半牛）
- 科里·塞維爾（Corey Sevier） - 阿波罗/Apollo，光明、音乐、康复、诗歌、箭术、医学和占卜之神
- （Joseph Morgan） - Lysander，希腊士兵，后叛变成为海恩波利的属下
- 艾倫·范·斯普朗（Alan Van Sprang） - Dareios
- 摩西黛丝·莱杰特（Mercedes Leggett） - 高级圣女/High Priestess 1
- 阿伊莎·伊萨（Ayisha Issa） - 高级圣女/High Priestess 2
- 卡内赫迪奥·霍恩（Kaniehtiio Horn） - 高级圣女/High Priestess 3
- 史提夫·拜爾斯（Steve Byers） - 赫拉克勒斯（Heracles，海克力斯），宙斯的儿子
- Romano Orzari - 伊卡洛斯（Icarus）

## 制作
2010年4月7日开拍，6月18日拍摄完毕。

## 评价
媒体综评47分，烂番茄新鲜度38%；Yahoo方面影评人C-，观众评分B，本片得到了混合评价。
《新浪娱乐》：“浓腥泼洒的血浆、金灿光润的盔甲、外加宏伟而大气的战斗场景，让影片如一副希腊油画般完美无瑕”，“发家于电视广告领域的塔西姆·辛再度贡献出令人惊艳的神话大片，有如日暮黄昏的色彩基调和极具艺术质感的画面构图，足以提供无比兴奋的观影经验”；“华丽的外表下，是混乱无度、不知走向的故事主线”，“跌跌撞撞的剧情，大义凜然的说教，还有老掉牙的英雄主义情节，画面之外一无是处”。

## 票房
美国首周末三天收获3200万美元名列第一。次周末收1225万名列第三，累计5298万。

## 参阅
- 提坦之战